# Smalto all'acqua
Lo smalto all'acqua è un prodotto verniciante utilizzato per la verniciatura di diversi supporti, tra cui: metalli e leghe metalliche, PVC e legno (previo sottofondo adatto).
È composto da resine acriliche in dispersione acquosa, cariche coprenti a base di biossido di titanio e pigmenti organici e inorganici.
Può essere lucido, opaco o satinato e in genere il grado di brillantezza viene misurata in gloss (grado di brillantezza).
Lo smalto all'acqua è stato realizzato per la prima volta negli anni '80.
La totale assenza di solventi nel prodotto lo rende "zero VOC" (assenza di componenti organici volatili). Inoltre tutti i pennelli, rulli aerografi che servono per l'applicazione possono essere lavati con acqua corrente subito dopo l'uso.
Il suo smaltimento avviene regolarmente nei cassonetti indifferenziati e non è infiammabile.